# ISO 21500
Die ISO-Norm ISO 21500 „Leitfaden zum Projektmanagement“ beschreibt Begriffe, Grundlagen, Prozesse und Prozessmodell im Projektmanagement. Die erste Version erschien im Oktober 2012 als Norm ISO 21500:2012. Diese Ausgabe wurde zurückgezogen und durch ISO 21502 ersetzt. Im März 2021 erschien eine neue Version der ISO 21500.
ISO 21500:2012 wurde dann im Juni 2013 unverändert in den Norm-Entwurf DIN ISO 21500:2013-06 übernommen und im Februar 2016 als DIN ISO 21500:2016-02 als deutsche Norm akzeptiert. ISO 21500:2021-03 wurde im Dezember 2021 in Deutschland als Entwurf DIN ISO 21500:2021-12 veröffentlicht.

## Inhalt der ISO 21500:2012
Die ISO 21500:2012 gibt einen Überblick über die wesentlichen Inhalte des Projektmanagements. Ihr Wert liegt in der Kürze der Darstellung, der leichten Adaptierbarkeit auf unternehmensspezifische Rahmenbedingungen, im Einbezug der wesentlichen Aussagen aller bisher gängigen Standards und in der Allgemeingültigkeit für alle Arten von Projekten. Die Norm beschreibt dabei, was die Entwicklungsebene innerhalb eines Projektes betrifft, mehrere unterschiedliche Ansätze (Delivery approaches; predictive, incremental, iterative, adaptive/agile oder hybrid).
- Anwendungsbereich

Die Norm bietet allgemeine Beschreibungen von Begriffen und Prozessen, die im Projektmanagement als bewährte Praxis gelten. ISO 21500 kann von Organisationen jeglicher Art, einschließlich privaten, staatlichen oder gemeinschaftlichen Organisationen auf Projekte aller Art ungeachtet ihrer Komplexität, Größe und Dauer angewendet werden.
ISO 21500 dient der Vereinheitlichung des Projektmanagements, insbesondere auch bei Projekten, die über Unternehmensgrenzen hinweg organisiert werden. Zertifizierungen von Personen und Unternehmen sind möglich.
- Begriffe und Abkürzungen

Begriffe die eine wesentliche Rolle spielen sind beispielsweise: Vorgang, Basisplan, Konfigurationsmanagement, Controlling, Projektlebenszyklus, Risikoplan, Stakeholder, Arbeitspakete oder Projektstrukturplan
- Projektmanagementkonzepte

Es werden grundlegende Konzepte dargestellt wie: Organisationsstrategie und Projekte, Projektumfeld, Projektgovernance, Projekte und Betrieb, Stakeholder und Projektorganisation, Kompetenzen des Projektpersonals - Projektlebenszyklus
- Themengruppen

Die Gestaltung des Projektmanagements wird in folgenden Themengruppen vorgenommen:
- Integration
- Stakeholder
- Inhalt
- Ressourcen
- Zeit
- Kosten
- Risiko
- Qualität
- Beschaffung
- Kommunikation
- Projektmanagementprozesse

Folgende Prozessgruppen sind:
- Initiierung
- Planung
- Umsetzung
- Controlling
- Abschluss

- Anhang A

## Geschichte
- 2012 1. Ausgabe
- 2021 2. Ausgabe